# Kroatisch-Nederlandse betrekkingen
De Kroatisch-Nederlandse betrekkingen zijn de internationale betrekkingen tussen Kroatië en Nederland. De betrekkingen gaan terug tot 1991 na de Kroatische onafhankelijkheid van Joegoslavië. Beide landen zijn lid van de Europese Unie en de NAVO. Kroatië heeft een ambassade in Den Haag en Nederland heeft een ambassade in Zagreb. Nederland steunde het toetredingsproces van Kroatië tot de Europese Unie en de NAVO volledig. 

## Europese Unie en NAVO
Nederland is volwaardig medeoprichter van de Europese Unie en de NAVO. Kroatië trad in 2009 toe tot de NAVO en in 2013 tot de Europese Unie.

## Diplomatie
| Van de Kroatië Republiek - Den Haag (ambassade) |  | Van het Koninkrijk der Nederlanden - Zagreb (ambassade) |